# (16128) Kirfrieda
(16128) Kirfrieda (1999 XS92) – planetoida z pasa głównego asteroid okrążająca Słońce w ciągu 3,76 lat w średniej odległości 2,42 j.a. Odkryta 7 grudnia 1999 roku.